# Вілла Максенція
Вілла Максенція (італ. Villa di Massenzio) — залишки стародавньої вілли в Римі, побудованої римським імператором Максенцієм вздовж старовинної Аппієвої дороги. Сьогодні є музейним комплексом, що складається з палацу, Цирку Максенція та династичного мавзолею.

## Історія
Вілла розташована у мальовничій місцевості, стоячи на пагорбі з видом на Альбанські гори. З точки зору архітектури, залишки будівель об'єкту належать до останньої фази республіканського періоду (II століття до н. е.).

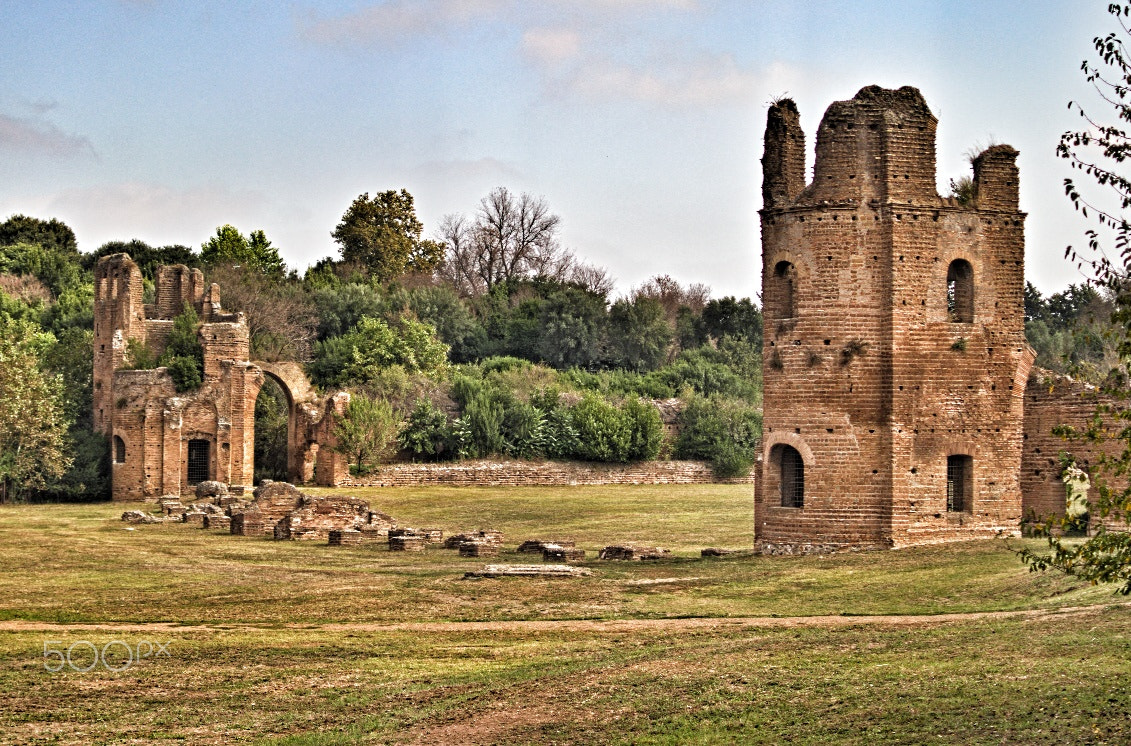
Всередині об'єкту

Два німфеї, що стоять прямо на Аппієвій дорозі, були побудовані за часів правління династії Юліїв-Клавдіїв. Один з цих німфеїв, нещодавно реставрований, з'явився на території вілли значно пізніше її спорудження. У II столітті н. е. вся вілли зазнала реконструкції під керівництвом Ірода Аттичного.
Пізніше уся навколишня територія перейшла у імперську власність, і саме тоді, на початку IV століття, Максенцій збудував на ній віллу, цирк та сімейний мавзолей. Цей мавзолей, ймовірно, був першим місцем поховання сина Максенція, Валерія Ромула, що помер підлітком у 309 році.
Після смерті Максенція 313 року внаслдіок поразки від Костянтина в битви біля Мульвійського мосту ввесь комплекс був покинутий. До наших днів невідомо жодного випадку застосування Максенцієм іподрому. Давньоримський цирк під назвою «Гірулум», згадується в документі земельної угоди 850 року між церковними структурами.
За часів середньовіччя великий маєток належав графам Тускулумським, потім — Ценці і, нарешті, — Маттеям, з якими пов'язані перші розкопки на обєкті, проведені в XVI столітті.
Увесь археологічний комплекс остаточно перейшов у власність до муніципалітету Рим в 1943 році. Під час Олімпійських ігор 1960 у Римі розкопки почалися на території всього цирку. Також проводилися укріплення периметрів стін та часткові розкопки палацових будівель, реставрація квадрипортика та мавзолею. Відтоді, у 1975—77, 1979 і на початку 2000-х років, було проведено кілька інших розкопок та реставрацій.
З 2008 року Вілла Максенція є частиною системи римських муніципальних музеїв. З грудня 2012 року територія об'єкта є частиною проєкту «Aperti per Voi» («Відкрито для вас»). Згідно з ним, десятки волонтерів приймають відвідувачів, кількість яких постійно зростає, оскільки з серпня 2014 року до території об'єкту запроваджено вільний вхід.

## Комплекс

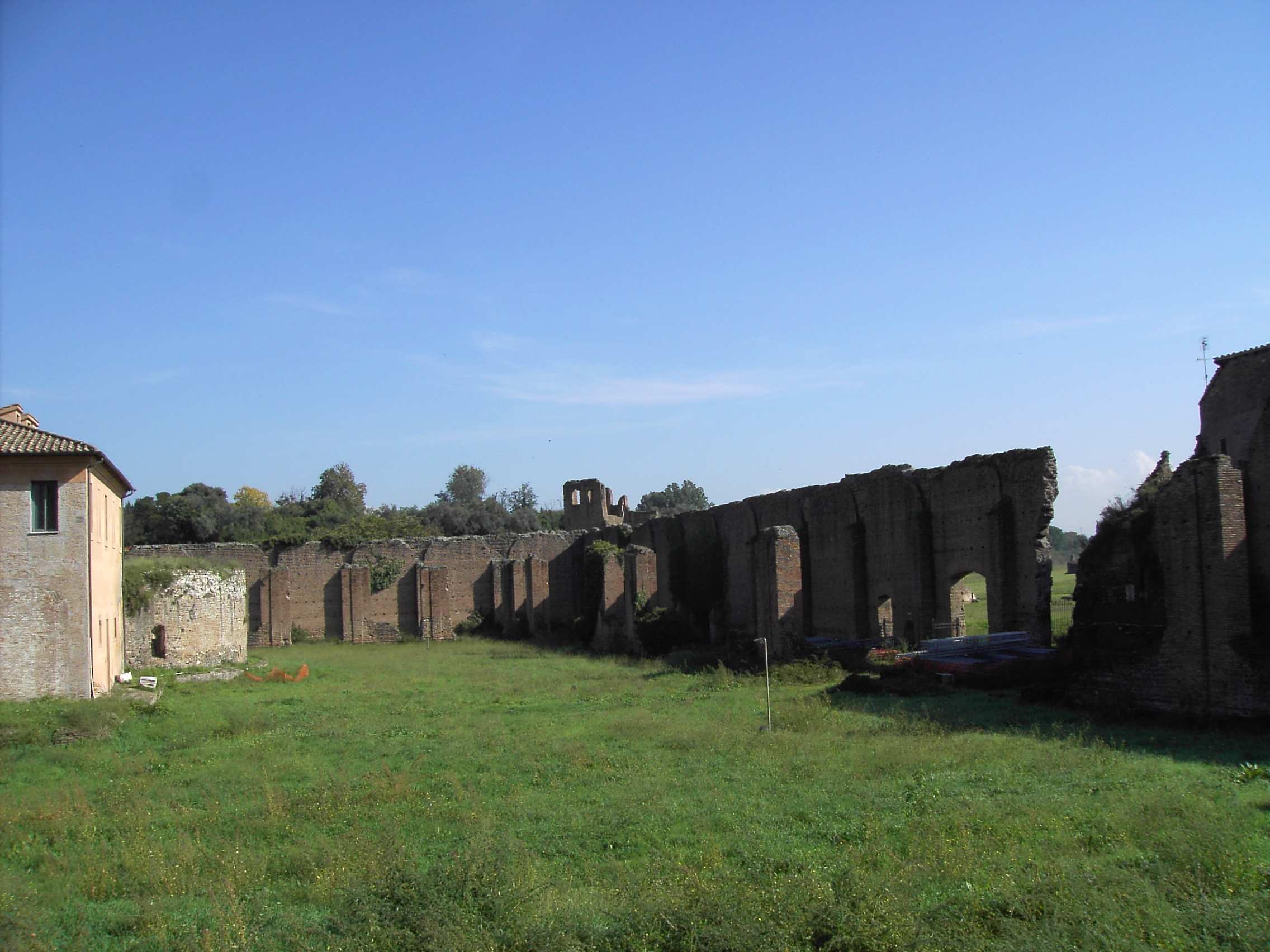
Залишки Гробниці Ромула

Найвідомішою пам'яткою у всьому комплексі є Цирк Максенція, єдиний з подібних об'єктів, що добре зберігся до наших днів у всіх своїх архітектурних компонентах.
Гробниця Ромула, династичний мавзолей, збудований на честь Валерія Ромула (він, ймовірно, був у ньому похований), розташований всередині портика вздовж Аппієвої дороги.
Через Віллу Максенція також можна дістатися до сусідньої Гробниці Цецілії Метелли.